# Северни крсташки ратови
Северни крсташки ратови или Балтички крсташки ратови, називи су за крсташке ратове предузимане од стране хришћанских краљева Данске, Пољске, Шведске, Ливоније и витезова Тевтонског реда против паганских народа северне Европе који су углавном насељавали јужне и источне обале Балтичког мора. Шведски и немачки католички походи против руских православаца такође се понекада сматрају делом северних крсташких ратова.
Неки од тих ратова називали су се крсташким за време средњег века, али други, укључујући већину шведских, названи су крсташким ратовима тек од стране романтичких националистичких историчара из 19. века. Источнобалтички свет трансформиран је војним освајањем: прво су Ливонци, Латгали и Естонци, а потом Семигалци, Куронци, Пруси и прави Финци, Тавастијци и Карелијанци побеђени, присилно крштени, окупирани и понекада истребљени од стране група Данаца, Немаца и Швеђана.

## Позадина
Службени почетак северних крсташких ратова био је позив папе Целестина  1193. године. Међутим, хришћанска краљевства Скандинавије, Пољске и Светог римског царства већ раније су се почели померати како би потлачили своје паганске суседе. Нехришћански народи који су били предмет похода у различитим временима били су:
- полабијски Венди, Лужички Срби и Ободрити између река Лаба и Одра (од стране Саса, Данаца и Пољака, почевши са Вендским крсташким ратом 1147. године)
- народи (данашње) Финске 1154. (југозападна Финска), 1249? (Тавастија) и 1293. (Карелија) (Шведски крсташки ратови, иако је покрштавање почело раније),
- Ливонци, Латгали, Селонци и Естонци (од стране Немаца и Данаца, 1193–1227),
- Семигалци и Куронци (1219–1290),
- Стари Пруси,
- Литванци и Жемајтије (од стране Немаца, безуспешно, 1236–1316).

Оружани сукоби између балтофинских народа, балтичких народа и Славена који су живели на балтичким обалама и њихових саских и данских суседа на северу и југу били су чести неколико векова пре крсташког рата. Претходне борбе су већином биле изазване покушајима уништавања замака и поморских трговачких рута и задобијања предности у регији, а крсташки рат је у бити наставио тај узорак сукоба, иако сада надахнут и прописан од стране папе и проведен од стране папинских витезова и наоружаних монаха.

## Историја
За почетак Северних крсташких ратова обично се узима 1193. година током понтификата папе Целестина III. Међутим, напади хришћана на паганске народе око Балтичког мора започели су раније. У Северне крсташке ратове се убрајају:
- Вендски крсташки рат (део Другог крсташког рата)
- Шведски крсташки ратови
- Ливонски крсташки рат
- Пруски крсташки рат

## Вендски крсташки рат
Походи су почели са Вендским крсташким ратом из 1147. против Словена Полабије (или „Венда”) на подручју данашње северне и источне Немачке. Тај крсташки рат одвијао се у исто време када и Други крсташки рат у Светој Земљи и настављао се повремено до 16. века.

## Ливонски крсташки рат
До 12. века народи који су настањивали земље које су сада познате као Естонија, Латвија и Литванија формирале су пагански клин између све моћнијих супарничких хришћанских држава - православне цркве на истоку и католичке цркве на западу. Разлика у вероисповестима био је један од разлога због којег још увек нису биле успешно преобраћене. У периоду дужем од 150 година до доласка немачких крсташа на те просторе, Естонију су руске кнежевине напале тринаест пута, такође и данске и шведске. Естонци су са своје стране пљачкали Данску и Шведску. Било је мирољубивих покушаја неких католика да преобрате Естонце, почевши са мисијама које је 1045-1072 послао Адалберт, архиепископ Бремена. Међутим, сматра се да су ти мирољубиви покушаји имали само ограничен успех.

### Поход против Ливонаца (1198–1212)
Монах по имену Мајнхард је крећући се у освит путовања која су немачки трговци тада подузимали и следећи старе трговачке руте Викинга 1180. године доспео до ушћа реке Двине у данашњој Летонији, а 1186. одабран је за бискупа. Папа Целестин III прогласио је крсташки рат против балтичких незнабожаца 1195. године, што је поновио папа Иноћентије , те је 1198. крсташки поход предвођен Мајнхардовим наследником, бискупом Бертхолдом од Хановера, доспео у Ливонију (део данашње Летоније који окружује Ришки заљив). Иако су крсташи победили у првој бици, бискуп Бертхолд смртно је рањен и крсташи су били одбијени.
Алберт од Риге је 1199. послан од стране архиепископа Хартвига II од Бремена да покрсти балтичке земље. До времена када је Алберт преминуо, 30 година касније, освајање и службено покрштавање данашње Естоније и северне Летоније било је готово. Алберт је почео свој задатак обилажењем царства, проповиједањем крсташког рата против балтичких земаља, а у томе му је помагала папинска була која је навела да је борба против балтичких незнабожаца била на истом нивоу као и учествовање у крсташком рату у Светој Земљи. Иако се искрцао на ушћу Двине 1200. са само 23 брода и 500 војника, бискупови напори осигурали су константан доток регрута. Први су крсташи су обично долазили да се боре током пролећа, а враћали су се кући у јесен. Како би се осигурало стално војно присуство, 1202. је основано Ливонијско братство мача. Њихово оснивање од стране бискупа Алберта на пијаци у Риги 1201. г. привукло је грађане из царства и уследило је економско благостање. На Албертов захтев, папа Иноћентије III је посветио балтичке земље Девици Марији како би популаризовао регрутовање у своју војску, те се назив „Маријина Земља” задржао и данас. То се види у једном од назива који су се тада користили за Ливонију, Тера Маријана (Земља Свете Марије).
Крсташи су 1206. потчинили ливонску тврђаву у Турајди на десној обали реке Гуја, древне трговачке руте према северозападној Рутенији. Како би преузели контролу над левом обалом Гује, у Сигулди је пре 1210. саграђен камени замак. До 1211. ливонска провинција Метсепол (сада Лимбажи округ) и мешана ливонско-латгалијска насељена земља Идумеа (сада Страуп) преобраћене су на римокатоличку веру. Последња битка против Ливонаца била је опсада градине Сатезеле у близини Сигулде 1212. године. Ливонци, који су плаћали данак Источнословенској кнежевини Полок, првобитно су сматрали Немце корисним савезницима. Први истакнути крштени Ливонац био је њихов вођа, Каупо од Турајде. Како се немачки захват стезао, Ливонци су се бунили против крсташа и хришћанског поглавара, али су заустављени. Каупо од Турајде је остао савезник крсташа до своје смрти у Бици на дан св. Матеје 1217. године.
Немачки крсташи су регрутовали тек покрштене ливонске ратнике како би они учествовали у њиховим походима против Латгала и Селонаца (1208–1209), Естонаца (1208–1227) и против Семигалаца, Жемајтија и Куронаца (1219–1290).

### Поход против Латгала и Селонаца (1208–1224)
Након потлачивања Ливонаца, крсташи су усмерили пажњу на латгалске кнежевине на истоку, дуж река Гуја и Двина. Војни савез из 1208. и касније преобраћање кнежевине Талава са грчког православља на римокатоличанство било је једино мирно потлачивање балтичких племена за време нордијских крсташких ратова. Владар Талаве, Таливалдис (Talibaldus de Tolowa), постао је најоданији савезник немачких крсташа против Естонаца, а умро је као католички мученик 1215. године. Рат против латгалских и селонских земаља дуж тока Двине почео је 1208. окупацијом Православне кнежевине Кокнесе и селонске градине Селпилс. Поход је настављен 1209. са нападом на Православну кнежевину Јерсика (познату као Lettia), коју су крсташи оптужили за савезништво са литванским паганима. Након пораза, краљ Јерсике, Висвалдис, је постао вазал бискупа Ливоније и добио је део његове земље (јужна Латгалија) као феуд. Селонско утврђење Селпилс накратко је била седиште Селонске епископије (1218–1226), а онда је доспело под управу Ливонског реда. Тек су 1224. године, поделом грофовија Талава и Адзеле између бискупа Риге и Браће мача, латгалске земље коначно су дошле у посед немачких освајача. Територија пређашње Кнежевине Јерсика подељена је између бискупа Риге и Ливонског реда 1239. године.

### Поход против Естонаца (1208–1224)
До 1208. Немци су били довољно снажни да започну операције против Естонаца, који су тада били подељени на осам већих и неколико мањих грофовија које су водили старешине са ограниченом међусобном сарадњом. Ратне групе различитих страна су 1208-27 дивљале кроз ливонске, севенолатгалске и естонске грофовије, при чему су Ливонци и Латгалци обично били савезници крсташа, а Кнежевине Полок и Псков савезници различитих страна у различитим периодима. Градине, које су били кључни центри естонских грофовија, биле су под опсадом и заузимане много пута. Примирје између страна већ уморних од ратовања успостављено је на период од три године (1213–1215) и показало се генерално повољније за Немце, који су учврстили своју политичку позицију, док Естонци нису могли да развију свој систем лабавих савеза у централизовану државу. Ливонски вођа Каупо убијен је у бици близу Виљандија (Фелин) 21. септембра 1217. године, али је та битка била тежак пораз за Естонце, чији је вођа, Лембиту, такође убијен. Од 1211. његово је име задобило пажњу немачких хроничара који су га навели као истакнутог естонског старешину, те је постао централна личност естонског отпора.
Хришћанска краљевства Данска и Шведска такође су била похлепна за освајањима на источним обалама Балтика. Иако су Швеђани направили само један неуспешан препад у западној Естонији 1220. године, данска флота под вођством краља Валдемара II од Данске искрцала се у естонском граду Линданисе (данашњи Талин) 1219. године. Након Битке код Линданисе Данци су основали утвђење, коју су Естонци опколили 1220. и 1223. године, али се она одржала. На крају је читава северна Естонија дошла под данску контролу.